# Dietrich Martin
Dietrich Martin (* 18. November 1929 in Hartenstein im Erzgebirge; † 2. Mai 2000 in Kassel) war ein deutscher Sportwissenschaftler und Sportfunktionär.

## Karriere
Martin studierte an der Sporthochschule Köln und der Universität Hannover Sport, Politik und Soziologie. Er unterrichtete an der Deutschen Schule in Barcelona, sowie an Gymnasien in Essen. 1970 wurde er wissenschaftlicher Direktor des Bundesausschusses Leistungssport in Frankfurt. Parallel hierzu erarbeitete er seine Promotion an der TU Hannover mit dem Titel Ein Vergleich des Schulsports in den allgemeinbildenden Schulen der Deutschen Demokratischen Republik und der Bundesrepublik Deutschland (1971).
1974 wurde er auf den neu gegründeten Lehrstuhl für Sportwissenschaft an der Gesamthochschule Kassel berufen, wo er Arbeiten zur Trainingslehre veröffentlichte. Hier wurde er 1990 emeritiert. Als das Forschungsinstitut für Körperkultur und Sport in Leipzig im Einigungsvertrag eine Bestandsgarantie erhielt, wurde Martin erster Direktor der Nachfolgeeinrichtung Institut für Angewandte Trainingswissenschaft (IAT) und musste das Personal drastisch verringern. Ehrenamtlich war er 15 Jahre lang Sportwart des Deutschen Skiverbands für die nordischen Disziplinen Langlauf und Skispringen und zehn Jahre Vizepräsident des Internationalen Skiverbandes Nordisch. Mehrfach war er technischer Delegierter bei den Olympischen Spielen und Weltmeisterschaften sowie Delegationsleiter der deutschen Mannschaft.
Seit 2000 wird in Kassel der Dietrich-Martin-Preis für die besten Absolventen der Sportstudiengänge verliehen.